# Synapse Développement
Synapse Développement è una società produttrice di software di Tolosa, specializzata in linguistica computazionale. 
La società è conosciuta soprattutto per Cordial, un correttore grammaticale francese; essa fornisce i sistemi di correzione di Microsoft Office per Macintosh. Produce anche componenti OEM linguistici per molti software. 

## Storia
Synapse Développement è stata fondata nel 1993 dagli autori di Rédacteur, un word processor commercializzato su Atari ST dal 1987.
Produttrice di software, l'azienda vende il correttore ortografico chiamato Cordial dal 1995, un software di ricerca in lingua naturale, Réchercheur dal 2001 al 2003 e poi nominato Qristal dal 2003, IndexWeb dal 2001. 
La società è partner nel progetto Quaero per la parte Questions-Réponses en langage naturel.

## Software
Synapse Développement ha prodotto:
- Cordial, correttore grammaticale per Windows
- Cordiale Analyzer, che fa analisi logica e semantica, disponibile a prezzo ridotto per i laboratori di trasformazione della lingua naturale
- IndexWeb, un programma di aiuto per il posizionamento sul Web (utilizzando questo software, Synapse Développement è il primo riferimento alla parola grammaire (grammatica in francese in Google, tra più di 6 milioni di pagine)
- Qristal, software di ricerca sul disco rigido e in lingua naturale.

## Tecnologia
Gli sviluppatori di Synapse Développement partecipano attivamente a conferenze che riuniscono ricercatori del trattamento automatico della lingua naturale e hanno pubblicato numerosi articoli che descrivono le tecnologie che utilizzano. 

## Riconoscimenti
Synapse Développement è stato giudicato in numerose occasioni per la sua correzione grammaticale, Cordial, miglior punteggio francese votato poi da 18 a 22 dalla stampa. 
Il suo gestore di sviluppo, Dominique Laurent, è stato eletto "personalità francese dell'anno 2001" da una giuria di giornalisti informatici europei. 
Il motore D & [2] sviluppato dalla società è stato posizionato in alto nella valutazione EQueR-Evalda Technolangue nel 2004.